# ワニエ関数

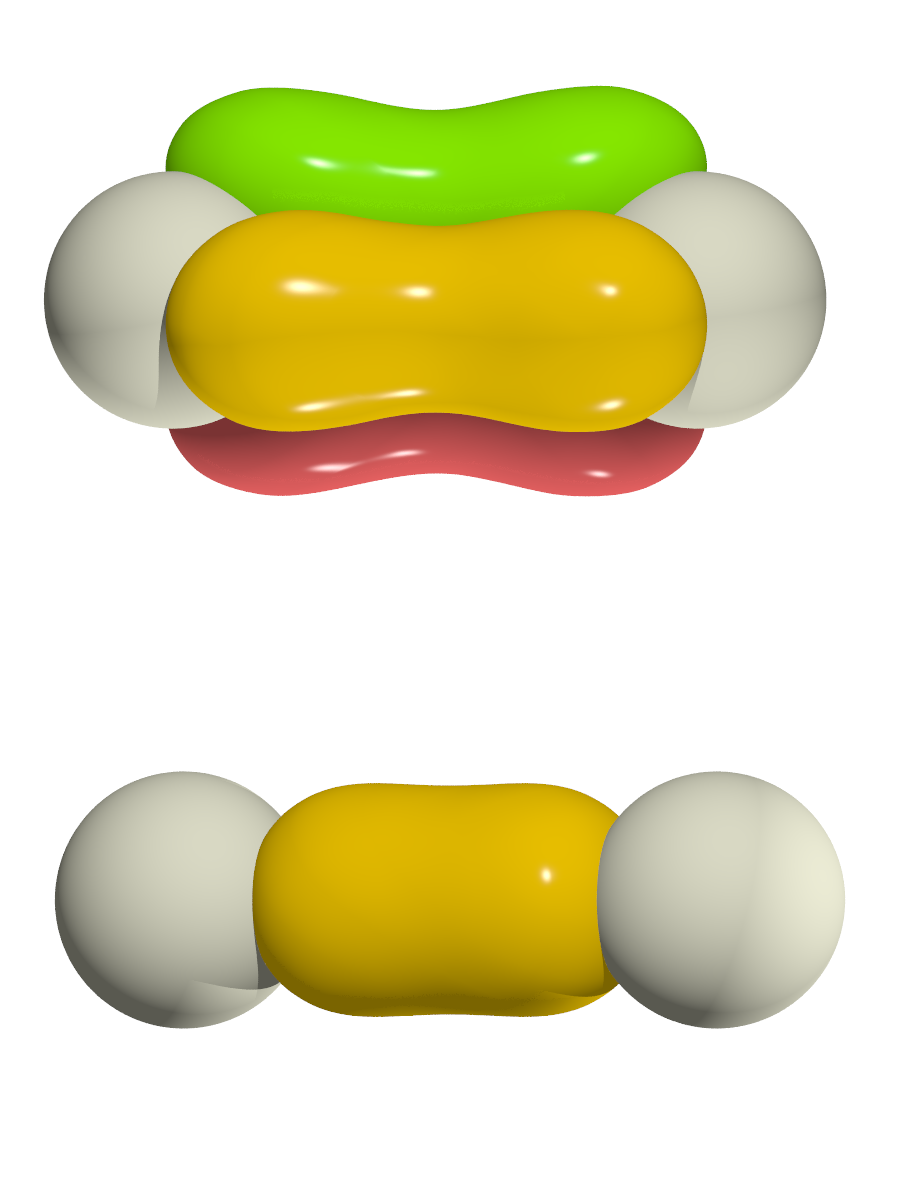
窒化パラジウムにおける三重結合した窒素二量体と、単結合した窒素二量体のワニエ関数。

固体物理学におけるワニエ関数とは、ブロッホ関数のフーリエ変換のこと。直交関数の完全集合の一つである。グレゴリー・ワニエによって導入された。
ブロッホ関数は逆格子空間の波数ベクトルによって指定されるが、ワニエ関数は実空間の格子ベクトルで指定される。またブロッホ関数が結晶全体に広がった状態を記述するのに対し、ワニエ関数は局在化した状態を記述する。ワニエ関数は分子における局在化分子軌道に対応するものである。
結晶中の異なる格子サイトのワニエ関数は直交するため、ワニエ関数を基底として電子状態を展開することがある。
ワニエ関数は多くの場面で用いられ、例えば電子に作用する結合力の解析では、少なくとも絶縁体については一般的に局在していることが2006年に証明された。
またワニエ関数は励起子や凝縮したリュードベリ物質の解析にも用いられている。

## 定義

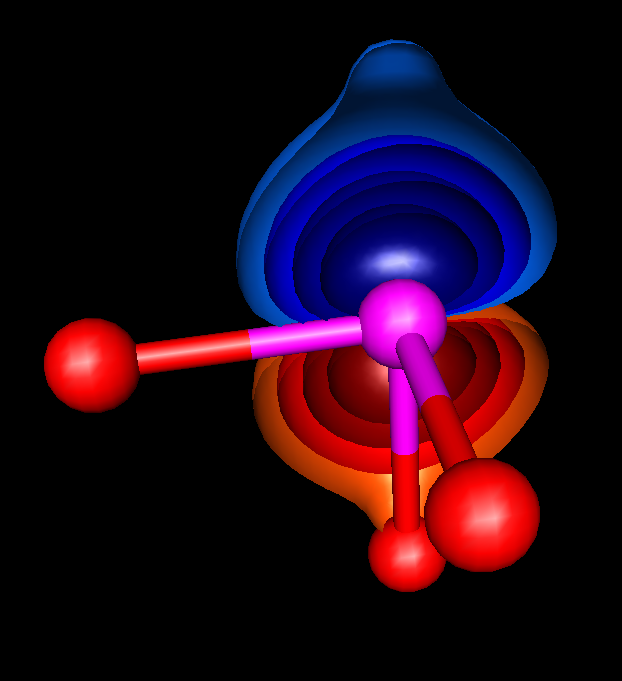
チタン酸バリウムにおけるワニエ関数の例

局在化分子軌道のようにワニエ関数は多くの異なる方法で選ぶことができる
が、固体物理学においてワニエが最初導入した最もシンプルで一般的な定義は次のようなものである。
完全結晶中のある１つのバンドを選び、そのブロッホ状態は次のように表示する。
{\displaystyle \psi _{\mathbf {k} }(\mathbf {r} )=e^{i\mathbf {k} \cdot \mathbf {r} }u_{\mathbf {k} }(\mathbf {r} )}
ここでuk(r) は結晶と同じ周期性を持つ。このときワニエ関数は次のように定義される。
{\displaystyle \phi _{\mathbf {R} }(\mathbf {r} )={\frac {1}{\sqrt {N}}}\sum _{\mathbf {k} }e^{-i\mathbf {k} \cdot \mathbf {R} }\psi _{\mathbf {k} }(\mathbf {r} )}
ここで
- Rは格子ベクトル（すなわちそれぞれのブラベー格子ベクトルに対し１つのワニエ関数が存在する）
- Nは結晶の単位胞の数
- kについての和は、結晶における周期的境界条件と一致するブリルアンゾーン（またはその他の逆格子の単位胞）中の全てのkの値を含む。これはN個の異なるkを含み、ブリルアンゾーンで一様に広がる。Nは通常非常に大きいため、和は積分に置き換えることができる。

{\displaystyle \sum _{\mathbf {k} }\longleftarrow {\frac {N}{\Omega }}\int _{\text{BZ}}d^{3}\mathbf {k} }
ここで "BZ" 体積Ωのブリルアンゾーンを表す。

## 引用
1. 1 2  "The structure of electronic excitation levels in insulating crystals," G. H. Wannier, Phys. Rev. 52, 191 (1937)
2. ↑  "Dynamics of Band Electrons in Electric and Magnetic Fields", G. H. Wannier, Rev. Mod. Phys. 34, 645 (1962)
3. ↑  Marzari et al.: Exponential localization of Wannier functions in insulators
4. ↑  Marzari et al.: An Introduction to Maximally-Localized Wannier Functions

## 参考
- Karin M Rabe; Jean-Marc Triscone; Charles H Ahn (2007). Physics of Ferroelectrics: a Modern Perspective. Springer. p. 2. ISBN 3-540-34590-6